# Slivnica
Slivnica (búlgaro:Сливница) é uma cidade da Bulgária, localizada no distrito de Sófia. A sua população era de 7,408 habitantes segundo o censo de 2010.

## População
| Slivnica | Slivnica | Slivnica | Slivnica | Slivnica | Slivnica | Slivnica | Slivnica | Slivnica | Slivnica | Slivnica | Slivnica | Slivnica | Slivnica | Slivnica | Slivnica | Slivnica | Slivnica | Slivnica | Slivnica |
| --- | -------- | -------- | -------- | -------- | -------- | -------- | -------- | -------- | -------- | -------- | -------- | -------- | -------- | -------- | -------- | -------- | -------- | -------- | -------- |
| Ano | 1887     | 1910     | 1934     | 1946     | 1956     | 1965     | 1975     | 1985     | 1992     | 2001     | 2002     | 2003     | 2004     | 2005     | 2006     | 2007     | 2008     | 2009     | 2010     |
| População |          |          |          | …        | …        | 5,970    | 7,950    | 8,731    | 8,455    | 7,965    | 7,878    | 7,822    | 7,675    | 7,609    | 7,525    | 7,524    | 7,497    | 7,457    | 7,408    |
| Fontes: Instituto Nacional de Estatísticas, „citypopulation.de“, „pop-stat.mashke.org“, Bulgarian Academy of Sciences |          |          |          |          |          |          |          |          |          |          |          |          |          |          |          |          |          |          |          |